# Mal Whitfield
Malvin Groston "Mal" Whitfield , född 11 oktober 1924 i Bay City i Texas, död 18 november 2015 i Washington, D.C., var en amerikansk friidrottare.
Whitfield blev olympisk mästare på 800 meter vid olympiska sommarspelen 1948 i London och vid olympiska sommarspelen 1952 i Helsingfors.